# Domenico Grassi
Domenico Grassi (Capriate San Gervasio, febbraio 1909 – Gheldejà di Conta, 20 marzo 1937) è stato un militare italiano, decorato con la medaglia d'oro al valor militare alla memoria nel corso delle grandi operazioni di polizia coloniale in Africa Orientale Italiana.

## Biografia
Nacque a Capriate San Gervasio (provincia di Bergamo) il 29 febbraio 1909, figlio di Riccardo e Noemi Signorelli. Adempiuti gli obblighi del servizio militare di leva nel Regio Esercito in forza al 92º Reggimento fanteria "Basilicata", fu collocato in congedo il 20 gennaio 1930 con il grado di caporale maggiore. Nel maggio 1935, chiesto ed ottenuto di essere destinato in Africa Orientale, fu arruolato nella Milizia Volontaria Sicurezza Nazionale ed assegnato al 2° autoreparto CC.NN. (Camicie Nere) mobilitato. Nell’agosto successivo si imbarcò a Napoli sbarcando a Massaua il 25 dello stesso mese. Partecipò alle operazioni belliche nel corso della guerra d'Etiopia. Il 25 giugno 1936, promosso sottotenente di complemento dell'arma di fanteria, fu assegnato al 524º Battaglione mitraglieri e nell'ottobre all'VIII Battaglione eritreo. Cadde in combattimento a Gheldejà di Conta il 20 marzo 1937, nel corso delle grandi operazioni di polizia coloniale. Fu decorato con la medaglia d'oro al valor militare alla memoria.

### Fonti
1. ↑  Gruppo Medaglie d'Oro al Valore Militare 1965, p. 227.
2. 1 2 3 4 5 6 7  Combattenti Liberazione.
3. ↑   Medaglia d'oro al valor militare Grassi, Domenico, su quirinale.it, Quirinale. URL consultato l'11 febbraio 2023.
4. ↑  Registrato alla Corte dei conti del 21 febbraio 1939, registro 2 Africa Italiana, foglio 189.